# Nothosaerva brachiata
Nothosaerva brachiata är en amarantväxtart som först beskrevs av Carl von Linné, och fick sitt nu gällande namn av Robert Wight. Nothosaerva brachiata ingår i släktet Nothosaerva och familjen amarantväxter. Inga underarter finns listade i Catalogue of Life.